# Field goal
Field goal, kop na bramkę – pojęcie w futbolu amerykańskim określające sposób (kopanie) i skutek (podwyższenie wyniku) zdobycia punktów przez kopnięcie piłki między słupy a ponad poprzeczkę bramki futbolowej. Udany kop na bramkę daje drużynie kopiącej 3 punkty.

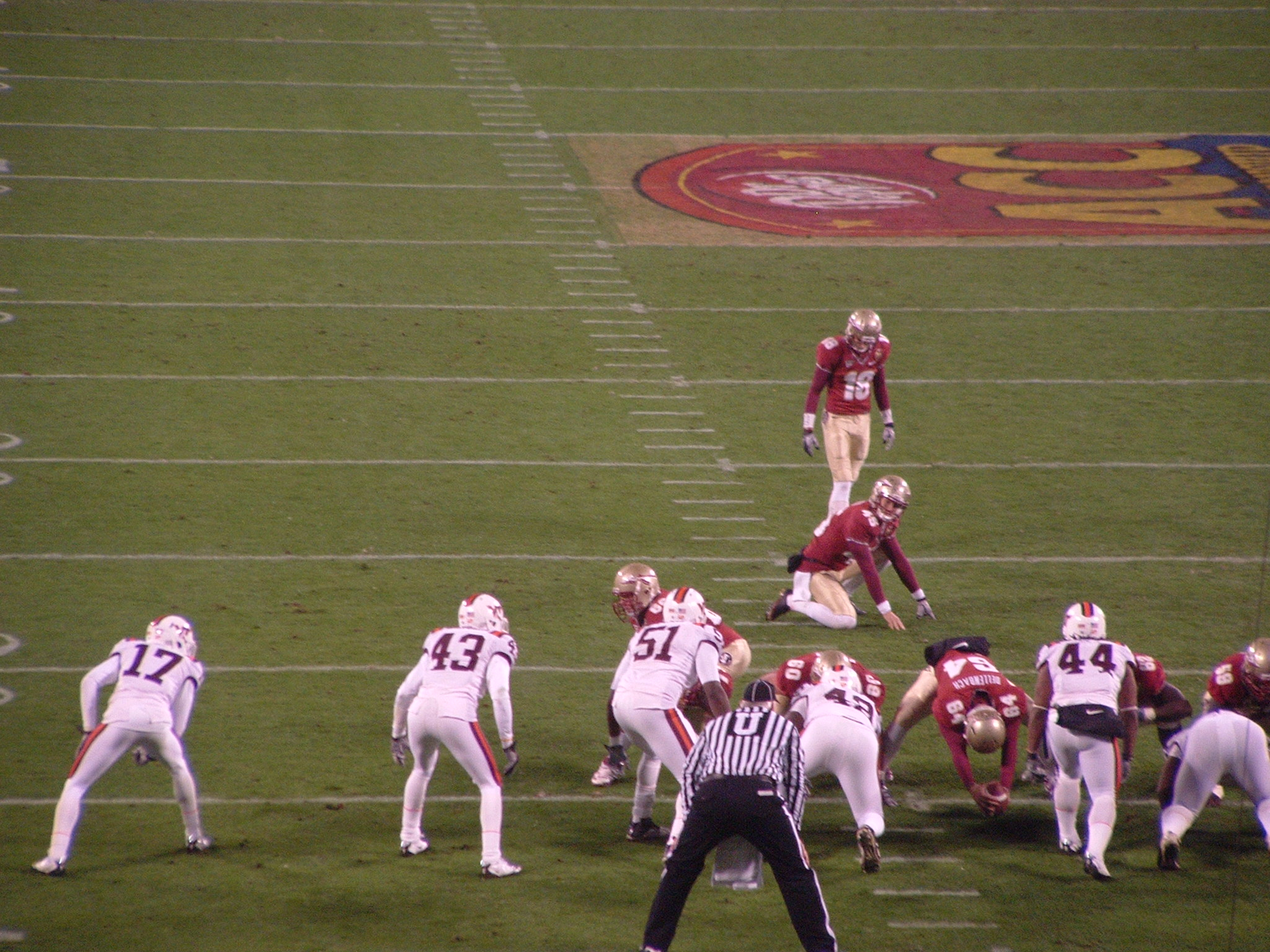
Liga NCAA, finał Konferencji ACC w 2010 roku. Gracze Florida State (czerwone stroje) przygotowują się do kopnięcia piłki na bramkę w meczu przeciwko Virginia Tech. Na drugim planie widoczni holder i kopacz czekający na podanie od środkowego (z piłką).

Zagranie rozpoczyna się od wznowienia. Środkowy (w tym przypadku long snapper) podaje piłkę do holdera, który stawia ją na ziemi w pozycji pionowej i przytrzymuje z góry nadbiegającemu kopaczowi. Przytrzymujący musi także zadbać o to, by charakterystyczne dla piłki szwy nie miały kontaktu z butem zawodnika wykonującego kop.
Kop na bramkę wykonywany jest najczęściej podczas czwartej próby (4th down), gdy zdobycie pierwszej próby (1st down) ma małe szanse powodzenia lub gdy drużyna atakująca nie posiada wystarczająco dużo czasu na zdobycie punktów poprzez przyłożenie. Optymalna odległość pomiędzy linią wznowienia gry a miejscem, w którym piłka przytrzymywana jest przez holdera i z którego kopacz (kicker) wykonuje uderzenie, to 7 lub 8 jardów. Doświadczeni zawodnicy potrafią zdobyć field gola z ponad 55 jardów. Celne strzały z 60 i więcej jardów należą do rzadkości.
Długość field goala w NFL to odległość pomiędzy linią wznowienia gry a linią punktową rywala (goal line) powiększona o długość pola punktowego (10 jardów) oraz dystans pomiędzy linią wznowienia gry a miejscem, z którego kicker uderzy piłkę. Oznacza to, że jeśli drużyna wznawia grę na połowie rywala z linii - przykładowo - 40. jardu, to odległość do bramki wyniesie 57 lub 58 jardów.

## Extra point
Kopu na bramkę używa się także podczas próby podwyższenia za jeden punkt. W NFL przed sezonem 2015 piłka zagrywana była do holdera z linii 2. jardu, co oznaczało, że kopacz wykonywał uderzenie na bramkę z 19 lub 20 jardów. Od sezonu 2015 grę wznawia się z linii 15. jardu, czyli strzał wykonywany jest z odległości 32 lub 33 jardów, co zauważalnie obniżyło skuteczność zagrania (z 99,3% w sezonie 2014 do 94,2% w kolejnym), a zwiększyło liczbę prób za 2 punkty (59 w 2014 i 94 w 2015), które nadal wykonywane są z linii 2. jardu. 
Jeśli drużyna posiadająca piłkę uzna, że odległość do bramki jest zbyt duża, by zdobyć punkty strzałem, najczęściej wykonuje punt.

## Rekordy
Rekord wszech czasów w długości field goala padł w 1976 i należy do Amerykanina Ove Johanssona, który w uniwersyteckim meczu trafił do bramki z 69 jardów. 
08.12.2013 Matt Prater z Denver Broncos w meczu z Tennessee Titans kopnął piłkę z 64 jarda, poprawiając poprzedni rekord ligi NFL o jednego jarda. Byłym współrekordzistą był Polak Sebastian Janikowski, który w 2011 posłał piłkę między słupki z 63 jardów. Jest on także jednym z dwóch graczy w historii NFL, który trafił dwukrotnie z odległości co najmniej 60 jardów (obok Grega Zuerleina).
Podczas rozgrzewki przed meczem Denver Broncos - Oakland Raiders (12 września 2011) kamery telewizji ESPN zarejestrowały celne uderzenie Janikowskiego z 70 jardów.